# سليم (مغني)
سليم (بالإنجليزية: Slim)‏ هو مغني أمريكي، ولد في 30 سبتمبر 1978 في أتلانتا في الولايات المتحدة.